# Jon Olav Einemo
Jon Olav Einemo (ur. 10 grudnia 1975 w Oslo) – norweski grappler oraz zawodnik mieszanych sztuk walki (MMA). Mistrz Świata ADCC w submission fightingu z 2003 w kategorii -99 kg. Czarny pas w brazylijskim jiu-jitsu.

## Kariera sportowa
Einemo jest jednym z dwóch Europejczyków (wraz z Karіmułą Barkałajewem z Rosji) którzy sięgali po złoto na prestiżowych Mistrzostwach Świata ADCC w submission fightingu. W 2003 na V Mistrzostwach Świata, w drodze po złoto kategorii -99 kg pokonywał utytułowanych zawodników: Brandona Verę, Larrego Papadopoulosa, Rogera Gracie i w finale wielokrotnego mistrza świata Alexandre „Cacareco” Ferreirę.
Jest również zawodnikiem MMA. W latach 2000–2012 stoczył dziewięć zawodowych pojedynków, walcząc dla takich organizacji jak Shooto, PRIDE Fighting Championships oraz Ultimate Fighting Championship.